# 沾益机场
沾益机场是一个前民用机场和军事空军基地，位于中华人民共和国云南省曲靖市沾益区东南约 1 英里（1.6 公里）处。

## 历史
第二次世界大战期间，该机场被称为昌邑机场，由美國第十四航空隊使用。该机场主要是一个侦察基地， 1944年9月至1945年9月期间，飞虎队在日本占领区上空进行了战斗测绘和摄影飞行。此外，B-25米切尔型轰炸机和C-47運輸機也使用过该机场。1945年10月初，美军关闭了机场设施。

### 中华人民共和国时期
在滇南战役期间，该机场被张有谷、郭佩珊从一架C-46运输机改装的简易轰炸机轰炸。

### 未来规划
预计在十三五期间改建为通用机场。